# Chemieunfall von Jilin

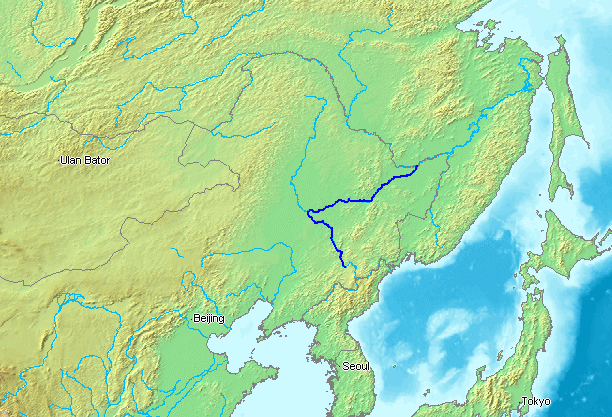
Der verseuchte Songhua Jiang

Am 13. November 2005 gab es im Petrochemiebetrieb No. 101 in Jilin, Volksrepublik China mehrere Explosionen. Der Betrieb gehörte der Firma Jilin Petroleum and Chemical Company, einem Tochterunternehmen von Petrochina. Dabei starben im Chemiewerk fünf Arbeiter, Dutzende wurden verletzt und mehrere Tausend Bewohner der Stadt mussten evakuiert werden.
Der Songhua-Fluss wurde mit Benzol und Nitrobenzol stark verseucht. Nach offiziellen Angaben gerieten etwa 100 Tonnen Chemikalien in den Fluss, was einen 80 Kilometer langen Giftteppich verursachte.
Am 21. November 2005 wurde das Trinkwasser in der chinesischen Metropole Harbin, das aus dem Fluss bezogen wurde, abgestellt. Am 24. November erreichte der Giftteppich die Großstadt Harbin. Um einem Preisanstieg vorzubeugen, ließ die Stadtverwaltung die Preise für Trinkwasser in den Geschäften auf den Stand des 20. November einfrieren.
Russland wurde vom Giftteppich Mitte Dezember 2005 erreicht, betroffen war auch die Großstadt Chabarowsk.